# Währungs-, Wirtschafts- und Sozialunion
Die Währungs-, Wirtschafts- und Sozialunion zwischen der Bundesrepublik Deutschland und der DDR trat am 1. Juli 1990 aufgrund eines Staatsvertrages in Kraft, der am 18. Mai 1990 von den Finanzministern Theodor Waigel und Walter Romberg unterzeichnet worden war.

## Währungsunion

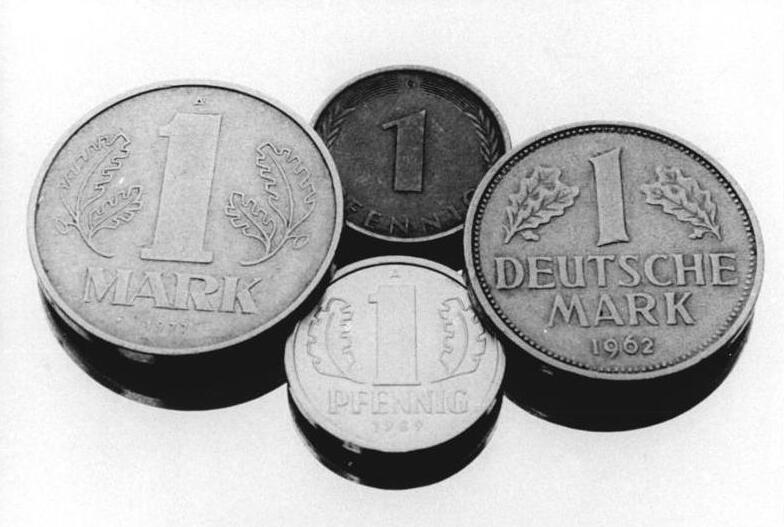
1:1

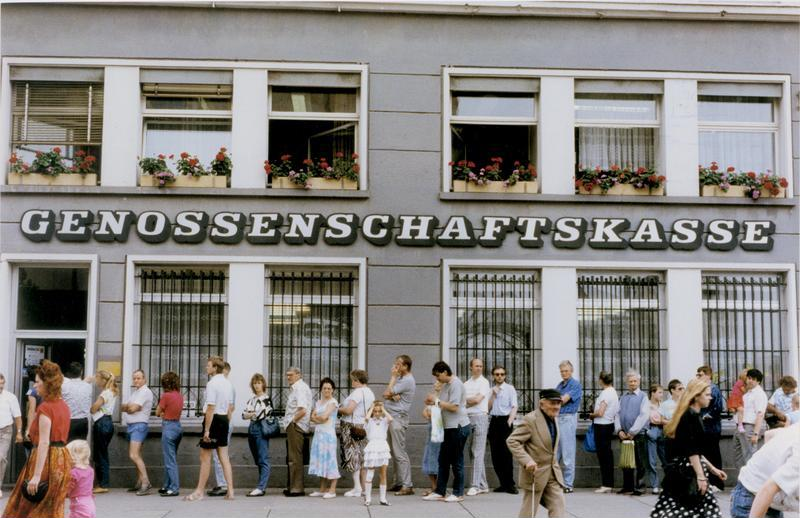
1. Juli 1990: In Gera stehen DDR-Bürger bei einer Bank an, um DM abzuheben

Die Währungsunion stellte für die meisten DDR-Bürger zunächst die größte Veränderung dar, da sie nun DM in ihren Händen hielten, die für sie, wie auch im Ausland, das Symbol für das Wirtschaftswunder und den bundesdeutschen Wohlstand war. Die Deutsche Bundesbank wurde alleinige Währungs- und Notenbank.

### Vorgeschichte
Die DDR galt als hoffnungslos verschuldet. Die in der zweiten Hälfte der 1980er Jahre sprunghaft angestiegenen Schulden durch wachsende Exportdefizite beliefen sich Ende 1989 auf 49 Milliarden Valutamark. Das sinkende Vertrauen der DDR-Bürger in ihre Regierung und die bessere wirtschaftliche Lage in der Bundesrepublik führten zu einer großen Abwanderungswelle, weshalb die SPD-Politikerin Ingrid Matthäus-Maier Mitte Januar 1990 das erste Mal die Einführung der D-Mark in der DDR und damit faktisch eine Währungsunion vorschlug, was von der Bundesregierung am 6. Februar 1990 der Öffentlichkeit vorgestellt wurde.

### Debatte um die Umtauschkurse
Das Deutsche Institut für Wirtschaftsforschung (DIW) schlug einen möglichst niedrigen Wechselkurs von 5:1 vor, um die Exportwirtschaft der DDR zu schützen, während die dortige Bevölkerung selbst von einem Kurs von 1:1 ausging. Während die Bundesbank um die Stabilität der D-Mark besorgt war, verfolgte die Bundesregierung das politische Ziel einer schnellen Wiedervereinigung, da man sich sorgte, das günstige außenpolitische Zeitfenster könnte sich wieder schließen.

### Umtauschkurse
Der Umtauschkurs wurde speziell gestaffelt und variierte je nach Alter und Gegebenheit.
So durften Bürger ab 60 Jahren bis zu 6.000, Erwachsene bis zu 4.000 und Kinder bis 14 Jahren bis zu 2.000 DDR-Mark zum Kurs von 1:1 umtauschen. Darüberliegende Sparguthaben wurden zum Kurs 2:1 gewechselt, Schulden wurden ebenfalls halbiert. Löhne, Gehälter, Stipendien, Renten, Mieten und Pachten sowie weitere wiederkehrende Zahlungen wurden zum Kurs von 1:1 umgestellt. Die Guthaben von Personen und Firmen, die nicht ihren Sitz in der DDR hatten, wurden zum Kurs von 2:1, soweit sie nach dem 31. Dezember 1989 entstanden sind, zum Kurs von 3:1 umgetauscht. Faktisch ergab sich bei diesen Bestandsgrößen ein reales Gesamtumtauschverhältnis von 1,6 zu 1.
Kritik bezüglich der Vorgehensweise bei der wirtschaftlichen Wiedervereinigung und insbesondere der Festlegung des Wechselkurses zur Einführung der D-Mark in der DDR übte der damalige Bundesbankpräsident Karl Otto Pöhl. Gemessen am geschätzten Produktionspotential der DDR war die durch den hohen Umtauschkurs zusätzliche Geldmenge für die DDR um 50 Prozent zu hoch. Laut Wirtschaftswissenschaftler Peter Bofinger wäre für das gesamte Währungsgebiet ein Geldmengenanstieg von 4,5 Prozent verkraftbar gewesen.

### Vereinigungskriminalität
Der durch Betrug in Verbindung mit der Währungsunion verursachte Schaden wird auf 20 Mrd. DM geschätzt (siehe Zentrale Ermittlungsgruppe für Regierungs- und Vereinigungskriminalität (ZERV)).

### Umtausch und Akzeptanz
Wegen der begrenzten Mengen an Mark, die zum Kurs 1:1 in DM umgetauscht werden konnten, gab es vor dem Termin der Währungsunion noch vorgezogene Käufe von Gebrauchsgütern aus DDR-Produktion wie Waschmaschinen oder Pkw. Einige DDR-Bürger mit Markguthaben über der Höchstmenge für den 1:1-Umtausch übergaben das überschüssige Geld an weniger wohlhabende Bekannte und Verwandte. Wenige Tage vor dem 1. Juli 1990 waren Geschäfte mit Inventur, Ausverkauf und Neuauszeichnung der Waren beschäftigt. Geldtransporter wurden von Einsatzfahrzeugen der Polizei mit Blaulicht begleitet und versorgten die Banken. Der Umtausch für die Bevölkerung begann am 1. Juli um 0:00 Uhr. Am darauffolgenden verkaufsoffenen Sonntag waren die nun gegen DM frei erhältlichen Videorekorder, Fernsehgeräte, Autos und Reisen begehrt.

## Wirtschaftsunion
Grundlage der Wirtschaftsunion war die Soziale Marktwirtschaft, wie sie in der Bundesrepublik Deutschland bestand. Die am 1. März 1990 gegründete „Anstalt zur treuhänderischen Verwaltung des Volkseigentums“ übernahm am 1. Juli 1990 7.894 Volkseigene Betriebe mit vier Millionen Beschäftigten. Ihre Aufgabe war die Privatisierung der Betriebe. Die Einführung der D-Mark und der Umbau der Planwirtschaft zu marktwirtschaftlichen Strukturen beschleunigte den Niedergang der DDR-Volkswirtschaft. Das Einzelhandelsmonopol der HO und Konsumgenossenschaften sorgte in den Geschäften am Stichtag für ein reichhaltiges Angebot an Waren aus westdeutscher Produktion. Die Nachfrage nach in der DDR gefertigten Waren brach auf der anderen Seite ein, da die Konsumenten mit der durch die Währungsunion gewonnenen Kaufkraft westdeutsche Waren bevorzugten. Die nun treuhänderisch verwalteten Betriebe der DDR hingegen fanden nur mit sehr viel Mühen Abnehmer für ihre Produkte. Als enormer Wettbewerbsnachteil erwies sich die geringe Produktivität der DDR-Betriebe. Zusätzlich belastet wurden die Betriebe durch Lohnerhöhungen nach der Währungsunion. Damit stiegen die Lohnstückkosten weit über das Niveau der westdeutschen Industrie und verringerten die Wettbewerbsfähigkeit.
Die DDR-Unternehmen erstellten auf den 1. Juli 1990 eine DM-Eröffnungsbilanz.

## Sozialunion
Die Sozialunion umfasste eine Umstrukturierung der sozialen Gegebenheiten der DDR nach dem Vorbild der Bundesrepublik. In Artikel 1 Absatz 4 des Vertrags heißt es: „Die Sozialunion bildet mit der Währungs- und Wirtschaftsunion eine Einheit. Sie wird insbesondere bestimmt durch eine der Sozialen Marktwirtschaft entsprechende Arbeitsrechtsordnung und ein auf den Prinzipien der Leistungsgerechtigkeit und des sozialen Ausgleichs beruhendes umfassendes System der sozialen Sicherung.“
Die bestehende Sozialversicherung in der DDR wurde in Renten-, Kranken-, Arbeitslosen- und Unfallversicherung aufgespalten. Für das Arbeitslosengeld und die Rentenkasse wurde eine Anschubfinanzierung eingeführt.
In der DDR wurde nun nach westdeutschem Arbeitsrecht gearbeitet, was Koalitionsfreiheit, Tarifautonomie sowie Veränderungen an Arbeitskampfrecht (insbesondere  Streikrecht) sowie Mitbestimmung und Kündigungsschutz beinhaltete.

## Sonstiges
Als Referatsleiter im Bundesfinanzministerium arbeitete Thilo Sarrazin 1990 die deutsch-deutsche Währungsunion aus. 2010 gab er in einem Interview Einblicke in das damalige Procedere.